# Hjördis Töpel
Hjördis Viktoria Töpel,  född 4 januari 1904 i Göteborg, död 17 mars 1987 i Västra Frölunda, var en svensk simmare och simhoppare. Hon tävlade i flera internationella mästerskap och blev olympisk bronsmedaljör vid Sommar-OS i Paris 1924.

## Biografi
Hjördis Töpel föddes i Göteborg, senare gick hon med i idrottsklubben "SK Najaden". Hon tävlade främst i frisim och simhopp. Hennes syster var simmerskan Ingegärd Töpel.
1922 deltog hon i simtävlingarna vid Damspelen i Monte Carlo (med Aina Berg, Margit Bratt, Carin Nilsson och Eva Ollivier) där hon vann guldmedalj i stafett 4 x 200 meter (med Bratt, Töpel som andre simmare, Nilsson och Berg), silvermedalj i höga hopp (efter Ollivier) samt bronsmedalj i 200 bröstsim.
1923 deltog hon i Sveriges idrottsspel i Göteborg. Under simtävlingarna i juli tog hon guldmedalj i 100 meter frisim (före Aina Berg, danska Karen Maud Rasmusen och Carin Nilsson).
1924 deltog hon vid Sommar-OS i Paris då hon tog bronsmedalj i lagkapp 4 x 100 meter frisim (med Aina Berg, Gurli Ewerlund, Wivan Pettersson och Töpel som fjärde simmare) och bronsmedalj i Raka hopp (Höga hopp). Hon tävlade även på distansen 100 m och 400 m frisim samt 200 m bröstsim med blev utslagen i uttagningsheaten.
1928 deltog hon vid sommar-OS  i Amsterdam. Hon tävlade åter i simhopp men blev utslagen i kvalificeringsheaten.
Senare drog hon sig tillbaka från tävlingslivet, Töpel dog 1987. Hon är begravd på Västra kyrkogården i Göteborg.